# 4338 Velez
4338 Velez este un asteroid din centura principală, descoperit pe 14 august 1985 de Edward Bowell.